# جیمز دیکی
جیمز لافایت دیکی (انگلیسی: James Lafayette Dickey؛ ۲ فوریهٔ ۱۹۲۳ – ۱۹ ژانویهٔ ۱۹۹۷) شاعر و رمان‌نویس اهل ایالات متحده آمریکا بود. وی در سال ۱۹۶۶ هجدهمین ملک‌الشعرای مشاور کتابخانه کنگره در امر شعر شد.